# Entelecara
Genre
Synonymes
- Stajus Simon, 1884
- Hypselomma Dahl, 1886

Entelecara est un genre d'araignées aranéomorphes de la famille des Linyphiidae.

## Distribution
Les espèces de ce genre se rencontrent en écozone holarctique.

## Liste des espèces
Selon World Spider Catalog (version 23.0, 22/03/2022) :
- Entelecara acuminata (Wider, 1834)
- Entelecara aestiva Simon, 1918
- Entelecara aurea Gao & Zhu, 1993
- Entelecara cacuminum Denis, 1954
- Entelecara congenera (O. Pickard-Cambridge, 1879)
- Entelecara dabudongensis Paik, 1983
- Entelecara errata O. Pickard-Cambridge, 1913
- Entelecara erythropus (Westring, 1851)
- Entelecara flavipes (Blackwall, 1834)
- Entelecara helfridae Tullgren, 1955
- Entelecara italica Thaler, 1984
- Entelecara klefbecki Tullgren, 1955
- Entelecara media Kulczyński, 1887
- Entelecara obscura Miller, 1971
- Entelecara omissa O. Pickard-Cambridge, 1903
- Entelecara schmitzi Kulczyński, 1905
- Entelecara sombra (Chamberlin & Ivie, 1947)
- Entelecara tanikawai Tazoe, 1993
- Entelecara truncatifrons (O. Pickard-Cambridge, 1875)
- Entelecara turbinata Simon, 1918

## Systématique et taxinomie
Ce genre a été décrit par Simon en 1884 dans les Theridiidae.
Hypselomma a été placé en synonymie par Simon en 1894.
Stajus a été placé en synonymie par Millidge en 1977.

## Publication originale
- Simon, 1884 : Les arachnides de France. Paris, vol. 5, p. 180-885 (texte intégral).